# Saint-Germain-de-Longue-Chaume
Saint-Germain-de-Longue-Chaume é uma comuna francesa na região administrativa da Nova Aquitânia, no departamento de Deux-Sèvres. Estende-se por uma área de 14,63 km². Em 2010 a comuna tinha 405 habitantes (densidade: 27,7 hab./km²).